# 저 언덕을 넘어서 (1960년 영화)
"저 언덕을 넘어서"는 한국에서 제작된 박성복 감독의 1960년 영화이다. 황해 등이 주연으로 출연하였고 최일 등이 제작에 참여하였다.

## 출연

### 주연
- 황해
- 전옥
- 김승호
- 허장강

## 기타
- 조명: 최상동
- 녹음: 이경순
- 미술: 임명선